# Kartal Yılmaz
Kartal Kayra Yılmaz [kɑrˈtɑl ˈjɯlˈmɑz](* 4. November 2000 in İzmit, Kocaeli) ist ein türkischer Fußballspieler, der als Leihspieler von Beşiktaş Istanbul bei Kayserispor in der Süper Lig unter Vertrag steht.

## Karriere

### Jugend
Yılmaz stammt aus der Jugend der Akademie von Kocaeli Büyükşehir Belediyesi Kağıt Spor Kulübü. Dort erwarb er 2011 seine Amatörlizenz. Er wechselte 2012 in die Jugendabteilung von Beşiktaş Istanbul.

### Beşiktaş Istanbul
Er unterzeichnete seinen ersten Profivertrag bei Beşiktaş, als er 2018 in der U21-Auswahl spielte.
Sein Profi-Debüt gab Yılmaz am 24. Oktober 2019 in der Europa League gegen den SC Braga, welches mit 1:2 verloren ging.
Sein Liga-Debüt gab er am 1. Februar 2020 beim 2:1-Auswärtssieg gegen Çaykur Rizespor, als er in der 83. Minute für Adem Ljajić eingewechselt wurde.
Am 21. August 2022 am dritten Spieltag in der SüperLig beim Heimspiel gegen Fatih Karagümrük bereitete er das Tor von Valentin Rosier in der 90. Minute des Spiels vor. Beşiktaş gewann das Spiel im Vodafone Park mit 4:1.
Nachdem er von Ümraniyespor zurückgekommen war, bestritt er zu Beginn der Saison 2022/23 drei Spiele, bevor er erneut zu Ümraniyespor verliehen wurde.

### Ümraniyespor
Im Winter-Transferfenster der Saison 2020/21 wechselte Yılmaz zu Ümraniyespor in die zweithöchste Spielklasse der TFF 1. Lig. Er war von Beginn an Stammspieler und kam in 15 der 16 möglichen Spiele zum Einsatz.
Der Mittelfeldspieler war in der folgenden Saison 2021/22, in der er erneut ausgeliehen wurde, einer der wichtigsten Leistungsträger. Als Vizemeister gelang es ihm, mit seinem Verein in die höchste türkische Spielklasse Süper Lig aufzusteigen.
Für die Spielzeit 2022/23 wurde der mittlerweile bedeutende Spieler von Ümraniyespor ebenfalls verpflichtet. Es war seine erste Spielzeit als Schlüsselspieler Spieler in der höchsten Liga. Er bekam 23 Einsätze.

### Kayserispor
Im Sommer 2023 wechselte der inzwischen 22-Jährige auf Leihbasis zu Kayserispor. Trotz einer Niederlage am letzten Spieltag der Saison 2023/24 konnte er sich mit den Kurtlar („Wölfen“) den Klassenerhalt sichern. 
Am 9. August 2024 verkündete Kayserispor, nachdem er den Klassenerhalt erreicht hatte, eine erneute Vereinbarung mit Beşiktaş und Yılmaz über ein weiteres Leihjahr für die Saison 2024/25 an.

## Erfolge
Beşiktaş İstanbul
- Türkischer Supercupsieger: 2024